# اشتاینبرگ نوئندو
نوئندو (انگلیسی: Nuendo) یک محیط کار صوتی دیجیتال (DAW) است که توسط اشتاینبرگ برای ضبط، تنظیم، ویرایش و پس‌تولید موسیقی توسعه یافته‌است. بازار هدف این بسته (که برخلاف نرم‌افزار محیط کار دیجیتال دیگر اشتاینبرگ با نام کیوبیس، که تحت عنوان «سامانهٔ پیشرفتهٔ تولید موسیقی» معرفی می‌شود، تحت عنوان «سامانه پیشرفته پس‌تولید صوتی» عرضه می‌شود) بخش‌هایی از بازار پس‌تولید مرتبط با صوت و تصویر است، اما شامل ماژول‌های اختیاری نیز می‌شود که می‌توان از آن‌ها برای تولید آثار چندرسانه‌ای و توالی صوتی استفاده کرد.

## تاریخچه
نخستین نسخهٔ نوئندو توسط در سال ۲۰۰۰ توسط اشتاینبرگ منتشر شد و نسخهٔ ۲ آن نیز در سال ۲۰۰۳ عرضه شد که جنبه‌های عملکردی متعددی را ارائه می‌کرد که قبلاً در نسخه SX از نرم‌افزار محیط کار صوتی دیجیتال دیگر اشتاینبرگ با نام کیوبیس دیده شده بود.
نسخهٔ ۳ از نوئندو در سال ۲۰۰۵ و اندکی پس از فروخته شدن شرکت اشتاینبرگ به شرکت یاماها، شرکت چند ملیتی و خوشه‌ای ژاپنی منتشر شد. این نسخه، نخستین نسخه از این نرم‌افزار بود که از فرمت فایل ای‌ای‌اف پشتیبانی می‌کرد.
در نسخهٔ ۴ این نرم‌افزار (منتشر شده در سپتامبر ۲۰۰۷) یک سیستم اتوماسیون جدید و پلاگین‌های جدیدی با فرمت وی‌اس‌تی۳ معرفی شد؛ در نسخهٔ ۵ (منتشر شده در ژوئیهٔ ۲۰۱۰) ابزارهای جدیدی برای صداگذاری و طراحی صدا ارائه شد؛ و در نسخهٔ ۶ (سپتامبر ۲۰۱۳) نیز قابلیت جدید اندازه‌گیری بلندی صدا و یک کنسول میکس جدید ارائه شد.
نوئندوی نسخهٔ ۷ نخستین بار در مارس ۲۰۱۵ و در کنفرانس توسعه‌دهندگان بازی رونمایی شد، و سپس در ژوئن ۲۰۱۵ به بازار عرضه شد. در این نسخه یک ویژگی تحت عنوان اتصال صدای بازی گنجانده شده بود که امکان انتقال مستقیم دارایی‌های صوتی با استفاده از میان‌افزار دبلیووایز اودیوکینتیک را فراهم می‌کرد.
نسخهٔ ۸ نرم‌افزار نوئندو، که در ژوئن ۲۰۱۷ منتشر شد، دارای نسخهٔ ۲ از قابلیت اتصال صدای بازی، تصادفی‌سازی صدا و ویژگی‌های پردازش آفلاین جدید بود.
نوئندوی نسخهٔ ۱۰، که از ۲۰ تا ۲۲ مارس ۲۰۱۹ در کنفرانس توسعه‌دهندگان بازی ۲۰۱۹ در سانفرانسیسکو رونمایی و پیش‌نمایانده شده بود، در ۲۴ آوریل ۲۰۱۹ به بازار عرضه شد.